# 书院镇
书院镇是中国上海市浦东新区下辖的一个镇，面积66.9平方公里，位于浦东国际机场和洋山深水港之间，东临大海，南接泥城镇，西至万祥镇，北与老港镇隔大治河相望。截至2012年底，该镇总人口7万人，其中户籍人口5.2万人。

## 行政区划
书院镇下辖以下地区：
书院第一社区、新欣社区、东场社区、新舒苑社区、丽泽社区、塘北村、洋溢村、路南村、新北村、李雪村、中久村、外灶村、黄华村、桃园村、余姚村、棉场村、四灶村和洼港村。